# 小林正行
小林　正行（こばやし まさゆき、1977年11月22日 - ）は、日本の国文学者。群馬大学教育学部国語教育講座講師。専門分野は言語学。

## 略歴・人物
- 1977年11月　出生
- 2002年3月　東京学芸大学教育学部Ｂ類国語選修卒業
- 2004年3月　東京学芸大学大学院文学研究科日本語研究修士課程修了
- 2004年4月 - 2008年3月　東京都公立中学校教諭
- 2008年4月 - 2010年11月　大学共同利用機関法人人間文化研究機構国立国語研究所
- 2010年12月 -              　群馬大学教育学部国語教育講座講師

## 研究分野
日本語史・文法史
- 日本語の歴史的な変化
- 中世末期から近世前期の口語

## 著書・論文

### 論文
- 『抄物資料における副助詞ガナ』（近代語研究、2010年）
- 『近世前期狂言台本におけるナンド・ナドの様相』（学芸国語国文学、2010年）
- 『助詞バシについての一考察　―抄物を中心に―』（近代語研究、2008年）
- 『狂言台本における助詞バシ』（日本語の研究、2006年）